# Henning Brütt (Mediziner)

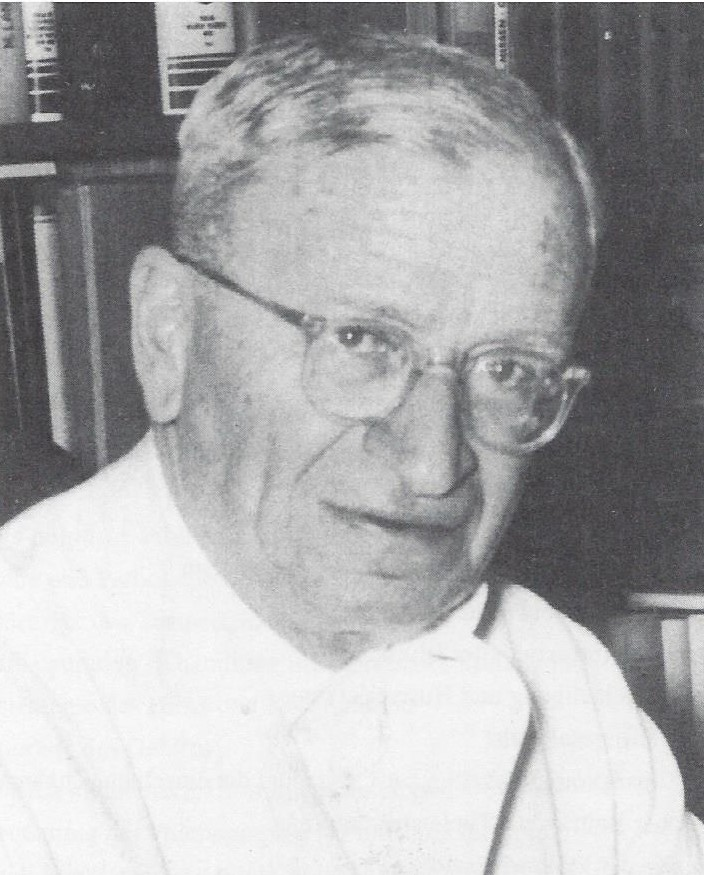
Henning Brütt

Henning Brütt (* 14. August 1888 in Altona; † 24. Januar 1979 in Hamburg) war ein deutscher Chirurg, Urologe und Neurochirurg.

## Leben
Brütts Vater war der Altphilologe und Gymnasialprofessor Maximilian Brütt aus Dithmarschen. Er war Direktor der Realschule in Hamburg-Uhlenhorst und wurde zum Oberschulrat ernannt. Die Mutter war Emma Brütt geb. Schreiter.
Henning Brütt besuchte die Gelehrtenschule des Johanneums. Nach dem Abitur studierte er Medizin an der Ludwig-Maximilians-Universität München, der Philipps-Universität Marburg, der Albert-Ludwigs-Universität Freiburg und der Ruprecht-Karls-Universität Heidelberg. In Heidelberg bestand er 1911 das Staatsexamen und wurde er 1912 zum Dr. med. promoviert. 1913 approbiert, ging er als Volontärarzt und Assistenzarzt an das Allgemeine Krankenhaus Eppendorf. Schon 1914 wurde er Vorsitzender des Ärzte- und Apotheker-Casinos im AK Eppendorf. Seine Lehrer waren Eugen Fraenkel (Pathologie), Theodor Rumpel und Carl Hegler (Innere Medizin) und Walter Rüder (Gynäkologie). Chirurg wurde er bei Hermann Kümmell und Paul Sudeck. Kümmell machte ihn 1919 zum Oberarzt mit urologischen Aufgaben. 1920 habilitierte sich Brütt für Chirurgie. Fünf Jahre später wurde er zum außerplanmäßigen Extraordinarius ernannt.

## Ärztlicher Direktor des Hafenkrankenhauses
Von 1930 bis 1957 war Brütt Ärztlicher Direktor des Hafenkrankenhauses in Hamburg. Am 15. Mai 1933 trat er in die NSDAP ein. Im Dezember 1945 wurde er deshalb von der britischen Militärregierung „aus politischen Gründen“ seines Amtes enthoben und aus Hamburgischen Diensten entlassen. Im März 1946 setzte ihn die Militärregierung wieder in sein früheres Amt ein. In mehreren Entnazifizierungsverfahren wurde Brütt zunächst in die Kategorie IV („Mitläufer“) und dann in die Kategorie V („entlastet“) eingestuft. So konnte er ab 1947 auch wieder als Hochschullehrer an der Medizinischen Fakultät der Universität Hamburg Vorlesungen halten.

## Pensionierung und Tod
In den letzten 18 Jahren seiner Tätigkeit widmete er sich der Neurochirurgie. Die Zusammenarbeit mit Max Nonne und Heinrich Pette und Studienaufenthalte in den Vereinigten Staaten und bei Herbert Olivecrona in Schweden machten ihn zu einem der ersten und bedeutendsten Neurochirurgen in Deutschland. 1938, 1948, 1952 und 1955 leitete er die 57., 62., 70. und 76. Tagung der Vereinigung Nordwestdeutscher Chirurgen. Von 1950 bis 1953 war er ihr Schriftführer (= Präsident). Nach seinem Ausscheiden aus dem Staatsdienst operierte er noch jahrelang in den Krankenhäusern Bethanien, Jerusalem und Am Andreasbrunnen. Er starb mit 90 Jahren.

## Werke
- Allgemeine Therapie bei Erkrankungen der Niere und des Ureters, in: Alexander von Lichtenberg, Friedrich Voelcker und Hans Wildbolz: Handbuch der Urologie. Springer, Berlin 1929, S. 259–286.
- Allgemeine urologische Diagnostik, Technik und Therapie, in: Alexander von Lichtenberg,  Friedrich Voelcker und Hans Wildbolz: Handbuch der Urologie. Springer, Berlin 1929. GoogleBooks
- Über die Eignung zum ärztlichen Beruf

## Ehrungen
- Ehrenmitglied der Vereinigung Nordwestdeutscher Chirurgen[2]
- Ehrenmitglied der Deutschen Gesellschaft für Neurochirurgie
- Ehrenmitglied der Deutschen Gesellschaft für Urologie[2]